# شهرستان ایریون
شهرستان ایریون (به انگلیسی: Irion County) یک شهرستان‌های تگزاس در ایالات متحده آمریکا است که در تگزاس واقع شده‌است. شهرستان ایریون ۲٬۷۲۴٫۶۸ کیلومتر مربع مساحت دارد.